# Île de Bolama
L'Île de Bolama — ou de Bulama — en portugais Ilha de Bolama, est une île de Guinée-Bissau. Il s'agit d'une des îles de l'archipel des Bijagos, la plus proche du continent africain et la plus peuplée. Sa principale ville, également appelée Bolama, a été historiquement la première capitale du pays.

## Géographie

### Aspects physiques
La surface de l'île est très variable suivant les sources. Suivant certaines, l'île mesure environ 65 kilomètres carrés. D'autres sources donnent une superficie de 102 kilomètres carrés. En effet, les côtes étant très basses et les marées importantes, de très grandes surfaces de vasières entourent les parties émergées en permanence, et sont comptées par certaines sources dans la superficie de l'île,.
L'île la plus proche est celle de Galinhas (pt), au sud-est, dont elle est séparée par le canal de Bolama.

### Géologie
D'un point de vue géologique, l'île de Bolama appartient à la partie continentale de la Guinée-Bissau et non à l'archipel des Bijagos. Son sol est argilo-sableux acide, avec une faible teneur en matière organique. L'époque des sédiments va du Cénozoïque à aujourd'hui.
Une sédimentation progressive des vasière rattache peu à peu l'île de Bolama au continent. Son emplacement en face des estuaires lui vaut de recevoir de nombreux sédiments riches en nutriments.

### Climat
Le climat de l'île est influencé par le courant des Canaries froid ainsi que par le courant chaud de Guinée. La résultante est un climat très humide dont les précipitations annuelles dépassent 2 000 voire 2 500 millimètres,.

## Végétation
La végétation se compose de forêts sèches à feuilles caduques et de forêts pluviales semi-décidues, de forêts de palmiers et de noix de cajou, de savanes côtières et humides et de vastes forêts de mangroves qui bordent le tiers de la côte. La zone présente une grande diversité naturelle et une grande richesse environnementale.

## Faune
L'île de Bolama abrite des populations de grands mammifères comme hippopotames d'eau saumâtre, lamantins et dauphins, mais également des reptiles tels que crocodiles du Nil et tortues. Les zones humides accueillent une population d'environ un million d'oiseaux à chaque saison sèche.

## Population
En 2009, l'île de Bolama compte 10 206 habitants, soit 5 054 hommes et 5 152 femmes, ce qui en fait de loin l'établissement le plus peuplé de l'archipel de Bijagos, avec 31,5 % de la population de ce dernier.

## Histoire
Le premier intérêt manifesté par les Européens pour l'île de Bolama date de 1752, quand le navigateur Francisco Roque de Souto Mayor, gouverneur de Bissau, propose d'établir quatre cents familles issues du Cap-Vert sur l'île de Bolama, notamment pour mettre l'île en culture et justifier l'influence portugaise.
En 1791 est formée la Bulama Island Association ayant pour but d'établir un peuplement européen sur l'île. Cette association philanthropique a pour ambition d'apporter la culture et la civilisation aux peuples africains en vue de mettre fin à l'esclavage. Toutefois, cette proposition se double d'un but plus mercantile et tendant finalement au bénéfice de l'Angleterre.
À la fin des années 1860, l’île est revendiquée par l'Empire britannique. Le président américain Ulysses S. Grant est mandé pour arbitrer l'attribution, qui est conclue à l'avantage du Portugal.
La principale ville de l'île, Bolama, est capitale de la Guinée-Bissau de 1870 jusqu'en 1941 ou 1942 ; à cette dernière date, c'est Bissau qui est promue,.